# HD 212986
HD 212986，又名BD+55 2750，SAO 34460、HR 8554，是一颗恒星，视星等为6.57，位于銀經103.91，銀緯-1.01，其B1900.0坐标为赤經22h 23m 11.8s，赤緯+55° -1.01′ 25″。